# Tokimeki Tonight
Tokimeki Tonight (яп. ときめきトゥナイト Токимэки Тунайто, «Учащённое сердцебиение», также Heart-Thumping Tonight) — манга Коя Икэно и одноимённое аниме, снятое на студии Group TAC. Tokimeki Tonight было дублировано на итальянский (Ransie la Strega) и арабский (Ranzi) языки.

## Сюжет
Рандзэ Это («Ransie» (Ренси) в итальянской версии, «Ranzi» в арабской версии) выглядит как обычная японская девочка-подросток, но в действительности это совсем не так. Её мать — оборотень, а её отец вампир. Рандзэ обладает особыми силами: например, когда она что-нибудь кусает, то она может превратить себя в копию этого объекта, независимо от того человек это, или неодушевленный предмет, например кусок хлеба. Только чихнув она может вернуться в свой настоящий вид.
В первый день в новой школе, Рандзэ влюбляется в красивого молодого спортсмена Сюна Макабэ (Павла в итальянской версии). И главная проблема заключается в том, что родители Рандзэ не разрешают ей быть вместе с простым смертным. Помимо этого, у Рандзэ есть соперница, красивая, но злобная Ёко Камия (Лиза в итальянской версии), дочь местного якудзы, которая также влюблена в Сюна и терпеть не может Рандзэ. Две девушки борются между собой за внимание Сюна, Ёко для этого использует хитрые уловки, а Рандзэ — свои способности.

## Персонажи
- Рандзэ Это (яп. 江藤蘭世).  Сэйю — Эрико Хара.
- Сюн Макабэ (яп. 真壁俊). Сэйю — Ю Мидзусима.
- Ёко Камия  (яп.  神谷曜子). Сэйю — Миина Томинага.
- Мори Это. Сэйю — Ёсито Ясухара.
- Сиира Это. Сэйю — Норико Охара.
- Аарон.  Сэйю — Хиротака Судзуоки.
- Сэнд. Сэйю — Хидэюки Танака.
- Тамасабуро Камия. Сэйю — Дзюмпэй Такигути.
- Ханаэ Макабэ. Сэйю — Юри Насива.